# Egas García da Fonseca
Egas García da Fonseca, conocido como "Bufo", (c. 1130) era un noble portugués, II señor de Couto de Leomil.
Egas era el hijo de García Rodrigues da Fonseca y Dórida Gonçalves Viegas.
Su esposa era Maior Pais de Curveira, hija de Paio Pires Romeu y Goda Soares, hija de Soeiro Mendes da Maia.
Su hijo Vicente Viegas (1170) heredó el señorío de Couto de Leomil. 